# Friedrich Osselmann
Friedrich Osselmann (* 9. April 1934 in Duisburg) ist ein ehemaliger deutscher Wasserballspieler.

## Leben
Friedrich Osselmann gehörte bei den Olympischen Spielen 1956 und 1960 zur deutschen Olympiamannschaft und belegte bei beiden Turnieren den sechsten Platz. Bei der Wasserball-Europameisterschaft 1958 in Budapest waren zwei deutsche Mannschaften am Start, das Team aus der DDR erreichte den fünften Platz, die bundesdeutsche Mannschaft mit Friedrich Osselmann belegte den siebten Platz.
Osselmann spielte für den ASC Duisburg, mit dem er 1957, 1963 und 1965 den deutschen Meistertitel gewann.
Friedrich Osselmann heiratete die Schwimmerin und Olympiateilnehmerin von 1956 Birgit Klomp. Die Söhne Rainer und Karl spielten wie ihr Vater Wasserball beim ASC Duisburg, Rainer nahm an den Olympischen Spielen 1984 und 1988 teil.